# Encore I
『Encore I』（アンコール・ワン）は、岡村孝子の最初のライヴビデオ。1988年2月5日にVHSおよびレーザーディスクで発売されたのち、2003年11月26日にDVD化された。発売元はファンハウス。

## 解説
- コンサート・ツアー「Amazing & Dancing Christmas Noël」の日本青年館におけるライヴを収録している。当時、「日本青年館」は歌手にとってある種のステータスであったので、その会場で開催できたことは嬉しかった、という旨のコメントが、歌手デビュー20周年記念ベストアルバム『DO MY BEST』（2002年7月24日）のブックレットに掲載されている。
- ジャケット写真はライヴ・シーンの模様ではなく、ライヴでの衣装を着てスタジオで撮り下ろしたもの。
- 「月が泣いた夜」冒頭で、歌詞を間違えている。
- 「夢をあきらめないで」は、2005年6月22日にリリースされた「夢をあきらめないで 『逆境ナイン』リマスタリング・バージョン」の初回限定DVDにも収録された。
- このコンサートで歌われた曲のうち、当ライヴビデオに未収録の「ラスト・シーン」は、シングル「Believe」のカップリングとして音源が発売された。

## 収録曲
1. リベルテ
2. 月が泣いた夜
冒頭で歌詞を間違えてしまったが、その模様がそのまま収録された。
3. 夏の日の午後
4. 美辞麗句
5. 電車
6. 微風
7. 今日も眠れない
8. 夢をあきらめないで
2005年6月22日にリリースされた「夢をあきらめないで 『逆境ナイン』リマスタリング・バージョン」の初回限定DVDに、同じ映像が収録された。
9. ピエロ
10. はぐれそうな天使
11. Baby, Baby

- 全作詞・作曲：岡村孝子（M-10を除く）
- 作詞：来生えつこ、作曲：来生たかお（M-10）

## 関連作品
- 夢の樹　　M-9
- 私の中の微風　　M-3・4・6・7・10・11
- Andantino a tempo　　M-8
- liberté　　M-1・2・5・8

## 公演日程
1987年11月12日から1987年12月24日まで、全国10会場12公演。
|    | 公演日         | 会場                 |
| 1  | 1987年11月12日 | 京都勤労会館         |
| 2  | 1987年11月24日 | 静岡市民文化会館     |
| 3  | 1987年12月1日  | 広島郵便貯金会館     |
| 4  | 1987年12月2日  | 福岡郵便貯金会館     |
| 5  | 1987年12月8日  | 神奈川県立県民ホール |
| 6  | 1987年12月9日  | 愛知厚生年金会館     |
| 7  | 1987年12月11日 | 札幌道新ホール       |
| 8  | 1987年12月14日 | 仙台電力ホール       |
| 9  | 1987年12月16日 | フェスティバルホール |
| 10 | 1987年12月22日 | 日本青年館           |
| 11 | 1987年12月23日 | 日本青年館           |
| 12 | 1987年12月24日 | 日本青年館           |